# ميثم الرزق
ميثم الرزق (27 مايو 1979 -)، ممثل سعودي.
حاصل على دبلوم حاسب الالي تطبيقي عام 2001، عضو الجمعية العربية السعودية للثقافة والفنون بالأحساء، عضو جمعية المسرحيين السعوديين شارك في العديد في الإعمال الدرامية السعودية والخليجية في مجال المسرح والإذاعة والتلفزيون ممثلاً وفنياً وأدارياً.

## أعماله الفنية

### المسلسلات
- المسلسل البدوي الكويتي شمس ونهار تأليف حمد بدر وإخراج علي حسين البلوشي
- المسلسل السعودي مجاديف الأمل تأليف عبد العزيز السماعيل وإخراج عبدالخالق الغانم وحسن حسني العبيدي
- المسلسل السعودي شوية ملح إخراج عبد الخالق الغانم
- المسلسل السعودي أوراق سجينة إخراج خالد الطخيم
- المسلسل الكويتي بوطبيلة كل ليلة
- المسلسل البحريني شريك الحياة إخراج محمد القفاص
- المسلسل السعودي ثمن المشاعر إخراج هشام العبدي.[2]
- مسلسل الأطفال زعرور إخراج شعلان الدباس
- مسلسل الأطفال السرج والحصان إخراج شعلان الدباس.[3]
- مسلسل الأطفال سند وابطال الغابة إخراج أحمد الحسن
- المسلسل السعودي صرخة يتيم إخراج زكي القاسم
- المسلسل الكويتي الدروازة إخراج خلف العنزي
- المسلسل الخليجي محسن الهزاني إخراج خلف العنزي.[4]
- المسلسل الخليجي عطر إخراج هيم زرزوري
- المسلسل الخليجي الساكنات في قلوبنا إخراج أيمن شيخاني
- المسلسل السعودي حارتنا حلوة إخراج عبد الخالق الغانم
- المسلسل السعودي صارت واستوت إخراج هشام العبدي
- مسلسل الطيبين ج الأول وج الثاني إخراج هاني القاضي
- مسلسل برواز إخراج قاسم الشافعي
- مسلسل شرباكة إخراج علي الشويفعي.[5]
- مسلسل طريق المعلمات إخراج سائد الهواري
- مسلسل كل يوم حكاية.[6]
- فيلم قرقيعان مبارك إخراج هشام العبدي
- فيلم النهاية المدهشة إخراج أحمد الحسن
- فيلم أوراق مهمة إخراج هاني القاضي
- فيلم ريحان العترةً إخراج هشام العبدي
- عدد من والأفلام القصيرة والسهرات والمسلسلات التربوية

## مسرحيات
- مسرحية طرفة على الجسر من تأليف عبد العزيز السماعيل وإخراج زكريا المومني عرضت في (مراكش، البحرين، الرياض، الأحساء، القاهرة، الإسماعيلية، الفيوم، البحيرة)
- مسرحية رسائل الشرقي وايامة من تأليف عبد الرحمن المريخي وإخراج علي الغوينم عرضت (الأحساء، الرياض، البحرين)
- مسرحية موت المؤلف للدكتور سامي الجمعان وإخراج زكريا المومني عرضت في (الأحساء، الرياض)، الكويت)
- مسرحية الأطفال لص فوق العادة عبد الرحمن المريخي وإخراج زكريا المومني الأحساء، الرياض، مهرجان حسانا فله
- مسرحية الأطفال غابة الحلوين عبد الله الباروت
- مسرحية الأطفال جزيرة الأشرار للفنان خليفة خليفوه
- مسرحية الدنيا ضغوط، تاليف اشرف عبد الله من إخراج إبراهيم الحساوي
- مسرحية توت توت ياكتكوت سعد المدهش من إخراج إبراهيم الحساوي
- مسرحية المدهش بالجبيل الصناعية تأليف هشام الغامدي إخراج أحمد الحسن
- مسرحية مناحي بالوادي تأليف هشام الغامدي وإخراج أحمد الحسن
- مسرحية الكل يبيها ساخنة تأليف حسن العبدي إخراج زكريا المومني
- مسرحية حارة بونبلة
- مسرحية الأطفالكشتة عرضت في مهرجان أرامكو
- مسرحية أوبريت شمس الرسالة
- مسرحية أوبريت كنز الصحراء عرض في مهرجان أرامكو بالظهران 1431هـ
- مسرحية القناع تأليف قاسم محمد إخراج نوح الجمعان
- مسرحية كراج تأليف عبد الله الفهيد إخراج علي الشويفعي
- وعدد من المسرحيات المحلية

## المشاركات الدولية والمحلية
- مشاركة في مهرجان مراكش بالمملكة المغربية بمسرحية طرفة على الجسر
- مشاركة في الايام الثقافية السعودية بجمهورية مصر بمسرحية طرفة على الجسر
- المشاركة بمهرجان الايام الثقافية السعودية بمملكة البحرين بمسرحية رسائل الشرقي وايامه
- المشاركة بالدورة التاسعة لمهرجان المسرح الخليجي لدول مجلس التعاون الخليــجي في الفترة من 13 ـ 20 شوال بمملكة البحرين 1427هـ بعرض مسرحية طرفة على الجسر
- المشاركة في مهرجان الجنادرية بدوراته 21 و22 و24 بمسرحية طرفة على الجسر ‘ مسرحية رسائل الشرقي وايامه، لص فوق العادة، موت المؤلف
- المشاركة في الملتقى المسرحي الثاني لمسرح الطفل 1427 بمســرحية لص فوق العادة
- المشاركة بمهرجان حسانا فله الثاني 1428 هـ بعرض مسرحية لص فوق العادة ومسرحية رسائل الشرقي وايامه
- المشاركة في أبوريت مهرجان حسانا فله لعام 1426هـ
- المشاركة في مسابقة المسرح للعروض القصيرة بجمعية الثقافة والفنون بالدمام بمسرحية رسائل الشرقي وايامه
- المشاركة ب المهرجان المسرحي السعودي الرابع بالرياض بمسرحية موت المؤلف
- المشاركة بالدورة العاشرة لمهرجان المسرح الخليجي لدول مجلس التعاون الخليــجي في الفترة من 4 ـ 12 ربيع الثاني بدولة الكويت 1430هـ بعرض مسرحية موت المؤلف